# Robert Goebbels
Robert Goebbels (n. 3 aprilie 1944, Luxemburg) este un om politic luxemburghez, membru al Parlamentului European în perioada 2004-2009 din partea Luxemburgului.